# CIDERAL
La CIDERAL o Comunitat intercomunal pel desenvolupament de la regió i les aglomeracions de Loudéac (en bretó Kumuniezh etrekumunel evit Diorren Bro ha Tolpadoù-kêrioù Loudieg) és una estructura intercomunal francesa, situada al departament de les Costes d'Armor a la regió Bretanya, al País Centre Bretanya. Té una extensió de 500,16 kilòmetres quadrats i una població de 27.868 habitants (2006).

## Composició
Agrupa 21 comunes :
| - Le Cambout - La Chèze - Coëtlogon - La Ferrière - Gausson - Grâce-Uzel - Hémonstoir | - Loudéac - Merléac - La Motte - Plémet - Plouguenast - Plumieux - La Prénessaye | - Le Quillio - Saint-Barnabé - Saint-Caradec - Saint-Maudan - Saint-Thélo - Saint-Étienne-du-Gué-de-l'Isle - Trévé |  |

## Història
- 1987 : Es crea l'associació per a l'estudi de la carta intercomunal
- 1990 : Neix el Sidéral (sindicat intercomunal)
- 1994 : Sidéral esdevé Cidéral (comunitat de comunes)
- 1997 : Es vota la taxa professional única, eina de solidaritat entre les 21 comunes